# Silvânia
Silvânia là một đô thị thuộc bang Goiás, Brasil. Đô thị này có diện tích 2264,769 km², dân số năm 2007 là 19252 người, mật độ 8,5 người/km².